# Tádzsik szomoni
A tádzsik szomoni (tádzsikul: сомонӣ (cirill írással), سامانی (arab írással) Tádzsikisztán jelenlegi hivatalos pénzneme, váltópénze a diram (дирам). A szomoni pénznév Iszmail el-Szamani nevéből lett képezve, a diram a dirham, illetve a drachma pénznév megfelelője.

## Történelme
2000. október 30-áig a tádzsik rubel volt forgalomban, ekkor vezették be a szomonit 1 szomoni = 1000 rubel arányban. Bár a kezdeti bizalmatlanság miatt a szomoni árfolyama 2000-ben egyharmaddal csökkent, a szigorú monetáris politika azóta képes az árfolyam stabilan tartására, csak az export elősegítéséhez szükséges csúszó leértékelést tartják fent. Bevezetése óta a szomoni névértékének mintegy 30%-át vesztette el a dollárral szemben, és bár folyamatosak a törekvések a valuta népszerűsítésére, a dollár még mindig fontos szerepet tölt be a gazdaságban, valamint egyes tartományokban az orosz rubel és az üzbég szom is általános fizetőeszköz.

## Érmék

### 2001-es sorozat
| Kép | névrték   | Műszaki tulajdonságok | Műszaki tulajdonságok | Műszaki tulajdonságok | Műszaki tulajdonságok | leírás        | leírás                                                    | leírás                    | kibocsátás |
| Kép | névrték   | átmérő                | vastagság             | súly                  | összetétel            | szegély       | előlap                                                    | hátlap                    | kibocsátás |
| --- | --------- | --------------------- | --------------------- | --------------------- | --------------------- | ------------- | --------------------------------------------------------- | ------------------------- | ---------- |
|     | 5 diram   | 16,5 mm               | 1,35 mm               | 2 g                   | tó                    | sima          | Tádzsik 7 ágú csillag, "ҷумҳурии Тоҷикистон", év          | érték                     | 2001       |
|     | 10 diram  | 17,5 mm               | 1,4 mm                | 2,4 g                 | tó                    | sima          | Tádzsik 7 ágú csillag, "ҷумҳурии Тоҷикистон", év          | érték                     | 2001       |
|     | 20 diram  | 18,5 mm               | 1,4 mm                | 2,7 g                 | tó                    | sima          | Tádzsik 7 ágú csillag, "ҷумҳурии Тоҷикистон", év          | érték                     | 2001       |
|     | 25 diram  | 19 mm                 | 1,4 mm                | 2,76 g                | sárgaréz              | sima          | Tádzsik 7 ágú csillag, "ҷумҳурии Тоҷикистон", év          | érték                     | 2001       |
|     | 50 diram  | 21 mm                 | 1,45 mm               | 3,6 g                 | sárgaréz              | sima          | Tádzsik 7 ágú csillag, "ҷумҳурии Тоҷикистон", év          | érték                     | 2001       |
|     | 1 szomoni | 24 mm                 | 1,6 mm                | 5,2 g                 | tó                    | sima és érdes | Iszmail el-Szamani, "ҷумҳурии Тоҷикистон", érték          | Tádzsik 7 ágú csillag, év | 2001       |
|     | 3 szomoni | 25,5 mm               | 1,8 mm                | 6,3 g                 | tó                    | sima          | Tádzsikisztán címere, "ҷумҳурии Тоҷикистон", érték        | Tádzsik 7 ágú csillag, év | 2001       |
|     | 5 szomoni | 26,5 mm               | 1,85 mm               | 7 g                   | tó                    | sima          | Abuabdullo Rudaki, "ҷумҳурии Тоҷикистон", érték, "Рӯдакӣ" | Tádzsik 7 ágú csillag, év | 2001       |

### 2012-es sorozat
2012 júniusában új érmesorozatot bocsátottak ki. A 2018-ban kibocsátott érméket a Kazah Nemzeti Bank Pénzverdéjében verték.
| névrték   | Műszaki tulajdonságok | Műszaki tulajdonságok | Műszaki tulajdonságok    | leírás   | leírás                                      | leírás   | dátumok      | dátumok     |
| névrték   | átmérő                | tömeg                 | összetétel               | szegély  | előlap                                      | hátlap   | kibocsátás   | visszavonás |
| --------- | --------------------- | --------------------- | ------------------------ | -------- | ------------------------------------------- | -------- | ------------ | ----------- |
| 1 diram   | 14,5 mm               | 1,3 g                 | rézzel bevont acél       | sima     | Tádzsikisztán címere, "ҷумҳурии Тоҷикистон" | névérték | 2012. június | forgalomban |
| 2 diram   | 16 mm                 | 1,6 g                 | rézzel bevont acél       | sima     | Tádzsikisztán címere, "ҷумҳурии Тоҷикистон" | névérték | 2012. június | forgalomban |
| 5 diram   | 18 mm                 | 2 g                   | vörösrézzel borított réz |          | Tádzsikisztán címere, "ҷумҳурии Тоҷикистон" | névérték | 2012. június | forgalomban |
| 10 diram  | 20,5 mm               | 3 g                   | vörösrézzel borított réz |          | Tádzsikisztán címere, "ҷумҳурии Тоҷикистон" | névérték | 2012. június | forgalomban |
| 20 diram  | 23,5 mm               | 4,5 g                 | vörösrézzel borított réz | hullámos | Tádzsikisztán címere, "ҷумҳурии Тоҷикистон" | névérték | 2012. június | forgalomban |
| 50 diram  | 26 mm                 | 5,5 g                 | vörösrézzel borított réz | recés    | Tádzsikisztán címere, "ҷумҳурии Тоҷикистон" | névérték | 2012. június | forgalomban |
| 1 szomoni | 27 mm                 | 5,2 g                 | kuprónikkel              | recés    | Tádzsikisztán címere, "ҷумҳурии Тоҷикистон" | névérték | 2012. június | forgalomban |
| 1 szomoni |                       |                       |                          |          | 2018. június 20.                            | névérték |              | forgalomban |
| 3 szomoni |                       |                       |                          |          |                                             | névérték |              | forgalomban |
| 5 szomoni |                       |                       |                          |          |                                             | névérték |              | forgalomban |

## Bankjegyek

### 1999-es sorozat
2010. szeptember 10-én (a függetlenség 19. évfordulója alkalmából) új 3, 200 és 500 szomonis bankjegyeket bocsátottak ki.
| Kép    | Kép    | Érték       | méret       | szín           | leírás                                         | leírás                           | leírás | dátum     | dátum                |
| előlap | hátlap | Érték       | méret       | szín           | előlap                                         | hátlap                           | vízjel | nyomtatás | kibocsátás           |
| ------ | ------ | ----------- | ----------- | -------------- | ---------------------------------------------- | -------------------------------- | ------ | --------- | -------------------- |
|        |        | 1 diram     | 100 × 60 mm | barna          | Sadriddin Ayni Szín- és Operaház               | Pamir                            | 2 hegy | 1999      | 2000                 |
|        |        | 5 diram     | 100 × 60 mm | kék            | Arbob Kultúrpalota                             | Mirzo Tursunzoda szent hely      | 2 hegy | 1999      | 2000                 |
|        |        | 20 diram    | 100 × 60 mm | zöld           | Nemzeti Bank épülete                           | hegyvonulat                      | 2 hegy | 1999      | 2000                 |
|        |        | 50 diram    | 100 × 60 mm | bíbor          | Iszmail el-Szamani                             | völgy                            | 2 hegy | 1999      | 2000                 |
|        |        | 1 szomoni   | 141 × 65 mm | zöld           | Mirzo Tursunzoda                               | Nemzeti bank épülete             | arckép | 1999      | 2000                 |
|        |        | 3 szomoni   | 141 × 65 mm | ibolya         | Shirinsho Shotemur, az ország címere, névérték | parlament épülete                | arckép | 2010      | 2010. szeptember 10. |
|        |        | 5 szomoni   | 144 × 65 mm | kék            | Sadriddin Ayni                                 | Abuabdullo Rudaki szent hely     | arckép | 1999      | 2000                 |
|        |        | 10 somoni   | 147 × 65 mm | vörös          | Mir Said Alii Hamadoni                         | Mir Said Alii Hamadoni síremléke | arckép | 1999      | 2000                 |
|        |        | 20 szomoni  | 150 × 65 mm | sárgásbarna    | Abuali ibn Sino                                | Hissar-kastély                   | arckép | 1999      | 2000                 |
|        |        | 50 szomoni  | 153 × 65 mm | kék            | Bobojon Gafurov                                | Chaikhana Sino                   | arckép | 1999      | 2000                 |
|        |        | 100 szomoni | 156 × 65 mm | barna          | Ismail Samani                                  | Elnöki palota                    | arckép | 1999      | 2000                 |
|        |        | 200 szomoni | 159 x 68 mm | barna és sárga | Nusratullo Makhsum, a vörös zászló épülete     | Nemzeti Könyvtár épülete         | arckép | 2010      | 2010. szeptember 10. |
|        |        | 500 szomoni | 162 x 71 mm | bíbor          | Abuabdullo Rudaki, az ország címere            | Nemzeti Palota épülete           | arckép | 2010      | 2010. szeptember 10. |